# Josep Segura i Tallien
Josep Segura i Tallien (Barcelona, 16 d'octubre de 1880 - Nervi, Itàlia, 1927) fou un baríton català.
Debutà al Gran Teatre del Liceu de Barcelona l'any 1903 en una representació privada de l'òpera Follet d'Enric Granados i en una representació regular el 1905. Col·laborà en diverses ocasions amb l'Associació Wagneriana. El 1908 va cantar al Teatro alla Scala de Milà l'òpera Louise, de Gustave Charpentier. Posteriorment cantà a diversos teatres destacats d'Europa i Amèrica. Intermitentment actuà al Liceu. La temporada 1916-1917 hi cantà Thaïs i Manon. El 1926 hi cantà Pepita Jiménez, d'Albéniz i Carmen. Fundà a l'Arboç el primer Orfeó Arbocenc. Morí durant una gira per Itàlia. Deixà algunes composicions, com l'himne Nostra senyera.